# 12169 Munsterman
12169 Munsterman este un asteroid din centura principală de asteroizi.

## Descriere
12169 Munsterman este un asteroid din centura principală de asteroizi. A fost descoperit pe 16 octombrie 1977 la Observatorul Palomar de Cornelis Johannes van Houten, Ingrid van Houten-Groeneveld și Tom Gehrels. Asteroidul prezintă o orbită caracterizată de o semiaxă mare de 2,21 ua, o excentricitate de 0,02 și o înclinație de 4,3° în raport cu ecliptica.